# Ecologisch herstel
Men spreekt van ecologisch herstel als geprobeerd wordt de door menselijke invloed sterk aangetaste biotopen, ecotopen en landschapselementen te herstellen door middel van voornamelijk ingrepen in de abiotische factoren. Dit kan gebeuren niet alleen door landschappelijke ingrepen (zoals wegnemen van de oorzaken van de aantastingen), maar ook door ingrepen in populaties (zoals bestrijding van invasieve soorten, van ziekteverwekkende organismen en herintroductie van verdwenen soorten of van sleutelsoorten). Ook kunnen ecologische verbindingszones een belangrijke rol spelen in het herstel. 

## Oorzaken van aantastingen
Oorzaken van de aantastingen kunnen zijn:
- economische activiteiten die leiden tot verdroging, vermesting en vervuiling van lucht, bodem en water, verstoring, versnippering of -vernietiging van biotopen (zoals bodemerosie en ontginning)
  - agrarische activiteiten
  - toeristische activiteiten en recreatiedruk
  - aanleg van infrastructuur: wegen, kanalen, hoogspanningsleidingen
  - aanleg van industrieterreinen, havens, vliegvelden
  - aanleg van steden
- de introductie van invasieve exoten en van ziektes

De opzettelijke invoer door koloniserende soorten van huisdieren als geit, varken, rund, ezel, kat en konijn en onopzettelijke invoer van bruine rat, huismuis, insecten en ziektekiemen spelen een negatieve rol of vormen plagen of epidemieën, bijvoorbeeld op eilanden waar deze soorten niet inheems zijn. De ingevoerde dieren kunnen concurrenten zijn van inheemse fauna of deze zelfs geheel doen uitsterven. Ook kan door begrazing schade of vernietiging van de oorspronkelijke vegetatie optreden en daardoor weer bodemerosie.

## Herstel
Veel verschillende wijzen voor ecologisch herstel zijn of worden met meer of minder of zelfs met averechts effect toegepast. Men poogt de oorzaken van de schade aan biotopen weg te nemen door het wegnemen van de oorzaken van de aantastingen en door bestrijding van invasieve soorten, van ziekteverwekkende organismen en herintroductie van verdwenen soorten of van sleutelsoorten:
- zuiveren van grond- en oppervlaktewater;
- maatregelen ter voorkoming van luchtverontreiniging;
- bodemerosie voorkomen door opnieuw bebossen;
- vergroting van de oppervlakte en de aaneensluiting van natuurgebieden;
- verplaatsen of opheffen van industrieterreinen, toeristische centra, havens;
- bestrijding en verwijdering van de plaagorganismen, zoals door jacht, door vergiftiging, door de invoer van specifieke predatoren;
- herintroductie van verdwenen soorten. (Zie ook natuurontwikkelingsvisie)

### Voorbeelden
Een voorbeeld van ecologisch herstel bij landschappelijke schade vormt de Maas, waar verschillende overstromingen hebben plaatsgevonden. Om deze te voorkomen, is het Maasverdrag gesloten (1994) en werd het Grensmaasproject ontwikkeld om de rivier meer ruimte moet geven zodat er meer water gebufferd kan worden. Het plan is grotendeels in 2017 voltooid. Dat zal ook leiden tot het ecologisch herstel van de rivier en haar uiterwaarden. 
Enkele voorbeelden van eilanden met door de mens ingevoerde invasieve exoten zijn Isabela, Macquarie-eiland, Norfolk, Pinta, Raoul Island, San Cristóbal, San Cristóbal, San Salvador. San Salvador is een voorbeeld waar bodemerosie is opgetreden ten gevolge van de door geiten veroorzaakte overbegrazing. Ecologisch herstel wordt veelal gezocht in het wegvangen van de invasieve soorten. 
Voorbeelden van door toerisme sterk aangetaste plaatsen gebieden zijn San Cristóbal, Galapagoseilanden, Puy de Sancy en Yosemite National Park. Met regelgeving en uitvoering van plannen wordt gepoogd de schade terug te brengen en verder te voorkomen.
Voorbeelden van soorten waar ecologisch herstel een gunstige invloed heeft gehad of nog moet krijgen zijn tristanalbatros, aucklandtaling, Nieuw-Zeelands stormvogeltje, Charles' boomvink, snaressnip, hawaiikarekiet, chathamkakariki, Nieuw-Zeelandse plevier, Rücks niltava.